# RISINGPRO
RISINGPRODUCTION（日语： raijingu purodakushon */?），簡稱RISINGPRO，舊名VISION FACTORY（ヴィジョンファクトリー），是日本一家大型演藝經紀公司，旗下擁有眾多歌舞系的歌手與音樂組合。

## 所属艺人

### 歌手
- 荻野目洋子
- MAX（Nana（日语：Nana (歌手)）、Lina（日语：Lina (歌手)）、Reina（日语：Reina (歌手)）、Mina（日语：Mina (歌手)））
- 岛袋宽子（hiro）
- 今井绘理子（elly）
- 上原多香子
- DA PUMP（ISSA（日语：ISSA (歌手)）、DAICHI、KENZO（日语：KENZO (ダンサー)）、TOMO、KIMI、YORI、U-YEAH）
- 三浦大知
- w-inds.（千叶凉平、橘庆太（KEITA）、绪方龙一）
- Lead（谷内伸也、古屋敬多、键本辉）
- Fairies（井上理香子、野元空、伊藤萌萌香、林田真寻（日语：林田真尋）、下村实生（日语：下村実生））
- LIFriends（日语：LIFriends）（SHUNKUN、MAKOTO、HAYATO、FUNKY、KAMI）
- 新里宏太
- ALL CITY STEPPERS（日语：ALL CITY STEPPERS）（Ryuichi、Leo、Ryuki）
- 粉红钻石（日语：ピンクダイヤモンド）（泷泽彩夏、辰巳早矢香、野村舞铃）
- ERIHIRO（ERI、HIRO）
- Furachinarhythm（日语：フラチナリズム）（モリナオフミ、田村优太、都筑聪二）

### 演员、
- 觀月亞里莎
- 國仲涼子
- 朝日奈央
- 松本麗世
- 荻野目洋子
- 平愛梨
- 長田光平
- 石川花

## 曾属艺人
- 安室奈美惠
- 西內瑪麗亞
- 滿島光
- 比嘉愛未

## 旗下音乐厂牌
- SONIC GROOVE
- RISING RECORDS（日语：RISING RECORDS）

## UNITED～RISING DANCE FESTIVAL～
UNITED vol.1 〜RISING DANCE FESTIVAL〜（2010年4月4日） - DA PUMP、千葉涼平、緒方龍一、Lead、三浦大知、Blue Tokyo
UNITED vol.2 〜RISING DANCE FESTIVAL〜（2010年6月5日） - DA PUMP、w-inds.、Lead、三浦大知、延山信弘、Blue Tokyo
UNITED vol.3 〜RISING DANCE FESTIVAL〜（2010年9月23日） - DA PUMP、ISSA×SoulJa、w-inds.、Lead、三浦大知、延山信弘、Blue Tokyo
UNITED vol.4 〜RISING DANCE FESTIVAL〜（2011年2月13日） - DA PUMP、w-inds.、Lead、三浦大知、延山信弘、Blue Tokyo
UNITED vol.5 〜RISING DANCE FESTIVAL〜（2011年6月10日・11日） - DA PUMP、w-inds.、Lead、三浦大知、延山信弘、Blue Tokyo
UNITED vol.6 〜RISING DANCE FESTIVAL〜（2011年10月30日） - DA PUMP、w-inds.、Lead、三浦大知、延山信弘、Blue Tokyo

## 自制节目
- Jump！Jump！Jump！（日语：ジャンプ!ジャンプ!ジャンプ!）

## 关联公司
- PALETTE（日语：ぱれっと）——RISINGPRO旗下代理非音乐门类艺人的经纪公司。2016年自主终止营业。